# 三力
三力（さんりき）
1. 仏教用語で、我功徳力・如来加持力・法界力の三つの力の事[1]。
2. 力学を指す言葉。以下は本項。

三力（さんりき）もしくは3力学（さんりきがく）とは、土木工学、農業工学の農業土木学、森林利用学、海洋工学の海洋土木など河海、土地・地盤や各種構造体を扱う環境系工学における基礎力学で、土質力学（地盤力学）、水理学（水力学）、構造力学（応用力学）の3つの力学をさす言葉。
農林水産業機械学含め機械工学の分野においても機械工学分野の基礎力学を3力学とあらわす場合もあるが、4大力学（機械力学、材料力学、流体力学、熱力学）とする場合とある。